# Countdown to Extinction (canción)
«Countdown to Extinction» (traducido al español como Cuenta atrás hacia la extinción) es la séptima canción del disco también llamado Countdown to Extinction, de la banda de heavy metal Megadeth.
La canción fue escrita por Dave Mustaine, y salió a la venta con su respectivo álbum en 1992. Esta canción muy pocas veces fue tocada en algunos recitales durante la década de los años 90, sin embargo el 2 de septiembre de 2012 fue interpretada en su totalidad durante un concierto de la gira conmemorativa a los 20 años del Countdown to Extinction en Bogotá, Colombia.En su interludio se puede escuchar un pasaje acústico, donde una expareja de David Ellefson relata un breve discurso sobre la extinción de animales. Luego de ese interlude se puede apreciar el sencillo solo tocado por Marty Friedman. Luego del riff inicial se escucha un riff de bajo tocado por Ellefson.
La canción habla sobre la caza de animales, y van rumbo hacia la extinción. Los versos: You pull the hammer without a care, Squeeze the trigger that makes you man se escucha que habla de los cazadores que piensan que cazar animales los convierte en hombres, luego en Tell the truth, you wouldn’t dare, The skin and trophy, oh so rare, explica que con la piel del animal ganan el trofeo del honor.
- Datos: Q5790273